# پولین ویاردو
پولین ویاردو (فرانسوی: Pauline Viardot‎؛ ۱۸ ژوئیهٔ ۱۸۲۱ – ۱۸ مهٔ ۱۹۱۰) یک خواننده پیشگامِ اپرا، آهنگ‌ساز و مربی صدا و آوازِ اسپانیایی‌الاصل و اهل فرانسه بود. وسعت صدای وی از C3 تا F6 و از نوع متزو سوپرانو بود.

## زندگی‌نامه
او در خانواده‌ای اهل موسیقی و هنر به دنیا آمد. پدر او مانوئل گارسیا، خواهر بزرگترش ماریا مالیبران و برادرش مانوئل گارسیا همگی از خوانندگان نام‌آور اپرا بودند.
پولین ویاردو استعداد فراوانی نیز در نواختن پیانو داشت و نواختن این ساز را نزد فرانتس لیست و فنون آهنگ‌سازی و هارمونی را از آنتونین رایشا (معلمِ فرانتس لیست و هکتور برلیوز و دوستِ صمیمیِ لودویگ فان بتهوون) آموخت، اما به دلیل خواست مادرش، نوازندگی را بطور رسمی کنار گذاشت. با اینحال، هر از چند گاهی، با دوستش فردریک شوپن پیانو می‌نواخت و حتی شوپن، تنظیمِ برخی از مازورکاهای خود را به وی سپرد. «فرانتس لیست»، «ایگناتس مُشه‌لِس»، «آدلف آدام» و «کامی سن-سانس»، همگی بر مهارت و استعداد درخشان او در نوازندگی پیانو صحه گذاشته‌اند.
نخستین اجرای وی در سال ۱۸۳۷ و در سن ۱۷ سالگی در بروکسل بود و دو سال در لندن، در نقش «دِزدِمونا» در اپرای «اتللو» (اثرِ جواکینو روسینی) را ظاهر شد. در همان هنگام، آلفرد دو موسه از او خواستگاری کرد، اما پولین این درخواست را به توصیهٔ دوست صمیمی‌اش «ژرژ ساند» رد کرد و با «لوئیس ویاردو» که یک نویسنده و کارگردان نمایشنامه‌های ایتالیایی‌زبان بود و ۲۱ سال هم از او بزرگتر بود، ازدواج کرد. با این حال، شخصیت او آنچنان جذاب بود که مردان زیادی با دیدن وی یا شنیدن صدایش، شیفته‌اش می‌شدند. به‌عنوان مثال، نویسندهٔ مشهور روسی «ایوان تورگنیف»، پس از شنیدن صدای او در اپرای «آرایشگر شهر سویل» در سال ۱۹۴۳ در روسیه، عاشق او شد، به طوری که در سال ۱۹۴۵ روسیه را ترک و بدنبال پولین ویاردو، به پاریس آمده و حتی در منزل او مستقر شد و نقش پدرانه‌ای برای فرزندان او ایفا و تا پایان عمرش، واله و شیفتهٔ پولین ماند. پولین هم در عوض، ضمن نقد آثار تورگنیف، به‌واسطهٔ روابط گسترده‌ای که داشت او را در محافل هنری و عمومی مطرح کرد. ماهیت راستین رابطهٔ این دو چندان مشخص نیست و همچنان مورد بحث و بررسی است. از دیگر مردانی که رابطهٔ نزدیکی با او داشتند، می‌توان به شارل گونو و هکتور برلیوز اشاره کرد.
فردریک شوپن و ژرژ ساند از دوستان صمیمی او بودند. ژرژ ساند قهرمانِ رمانِ خود، «کُنسوئلا» را، بر اساس شخصیت او نگاشته است. پولین ویاردو، علاوه بر تنظیمِ برخی از مازورکاهای شوپن، برخی از آثارِ سازیِ یوزف هایدن، فرانتس شوبرت و یوهانس برامس را به صورت ترانه و آواز تنظیم نموده است. او با کلارا شومان نیز روابط نزدیک و صمیمانه‌ای داشت.
پولین به زبان‌های اسپانیولی، ایتالیایی، انگلیسی، فرانسوی، آلمانی و روسی تسلطِ کامل داشت و ترانه‌های گوناگونی در سالن‌های مشهور اروپا برگزار نمود.
پولین ویاردو در سن ۸۸ سالگی در پاریس درگذشت و در «گورستان مون‌مارتر» به خاک سپرده شد.